# A díva karácsonyi éneke
A díva karácsonyi éneke (A Diva's Christmas Carol) egy 2000-es amerikai zenés filmvígjáték, Vanessa Williams főszereplésével. A film a Dickens klasszikus, a Karácsonyi ének remakeje.

## Történet
Ebony Scrooge egyike a világ legsikeresebb popénekeseinek. Mégis ő egy hideg és kemény szívű ember, aki embertelenül bánik embertársaival. Karácsonykor, New Yorkban meglátogatja őt egykori énekes partnere, Marli Jacob és közli, hogy hamarosan három szellem fogja őt meglátogatni: a múlt karácsony, a jelen karácsony és a jövő karácsony szelleme.

## Szereplők
- Vanessa Williams – Ebony Scrooge
- Rozonda 'Chilli' Thomas – Marli Jacob (as Chilli)
- John Taylor – Jelen karácsony szelleme
- Brian McNamara – Bob Cratchett
- Kathy Griffin – Múlt karácsony szelleme
- Stephanie Biddle – Terry Freeman
- Richard Jutras – Emie Hoskins
- Linda Goodwin – Kelly Cratchett
- Michelle Lipper – Tina
- Amy Sloan – Patrice
- Henri Pardo – Matt
- Christian Paul – Lance
- Joshua Archambault – Tim Cratchett
- Amanda Brugel – Olivia
- Julian Casey – Yves
- Nicole DeLecia – fiatal Terry
- Nwamiko Madden – Ronnie
- Brian McKnight – önmaga
- Vanessa Morgan – fiatal Ebony
- Ade Obayomi – fiatal Ronnie
- Madeleine Pageau – Mrs. Healy
- Uni Park – Mary
- Tracy Jerome Phillips – T-Bone
- Helena-Alexis Seymour – tinédzser Ebony
- Amanda Strawn – Mrs. McGrath